# 憲法法院

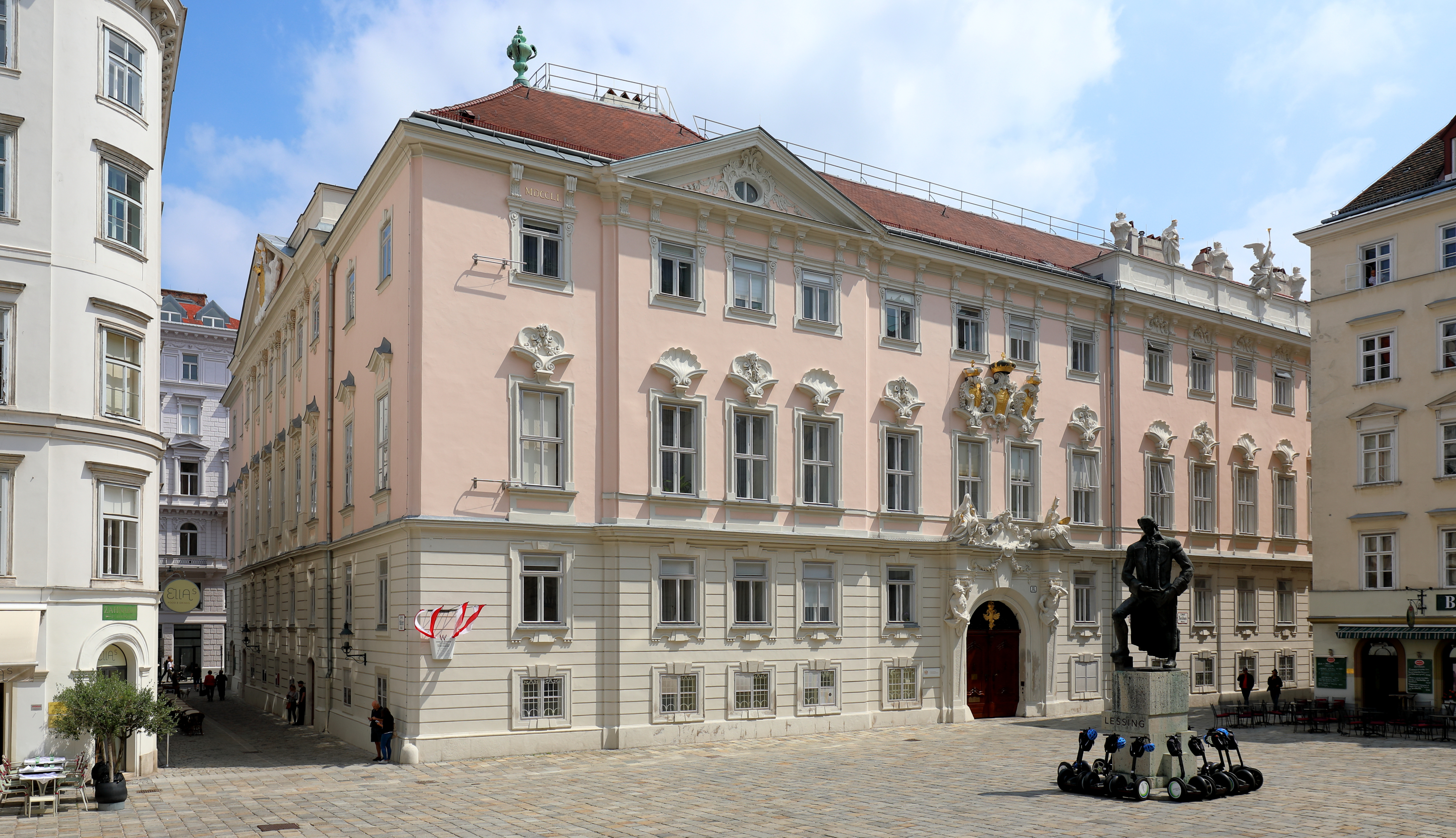
奧地利憲法法院是世界上第一個憲法法院

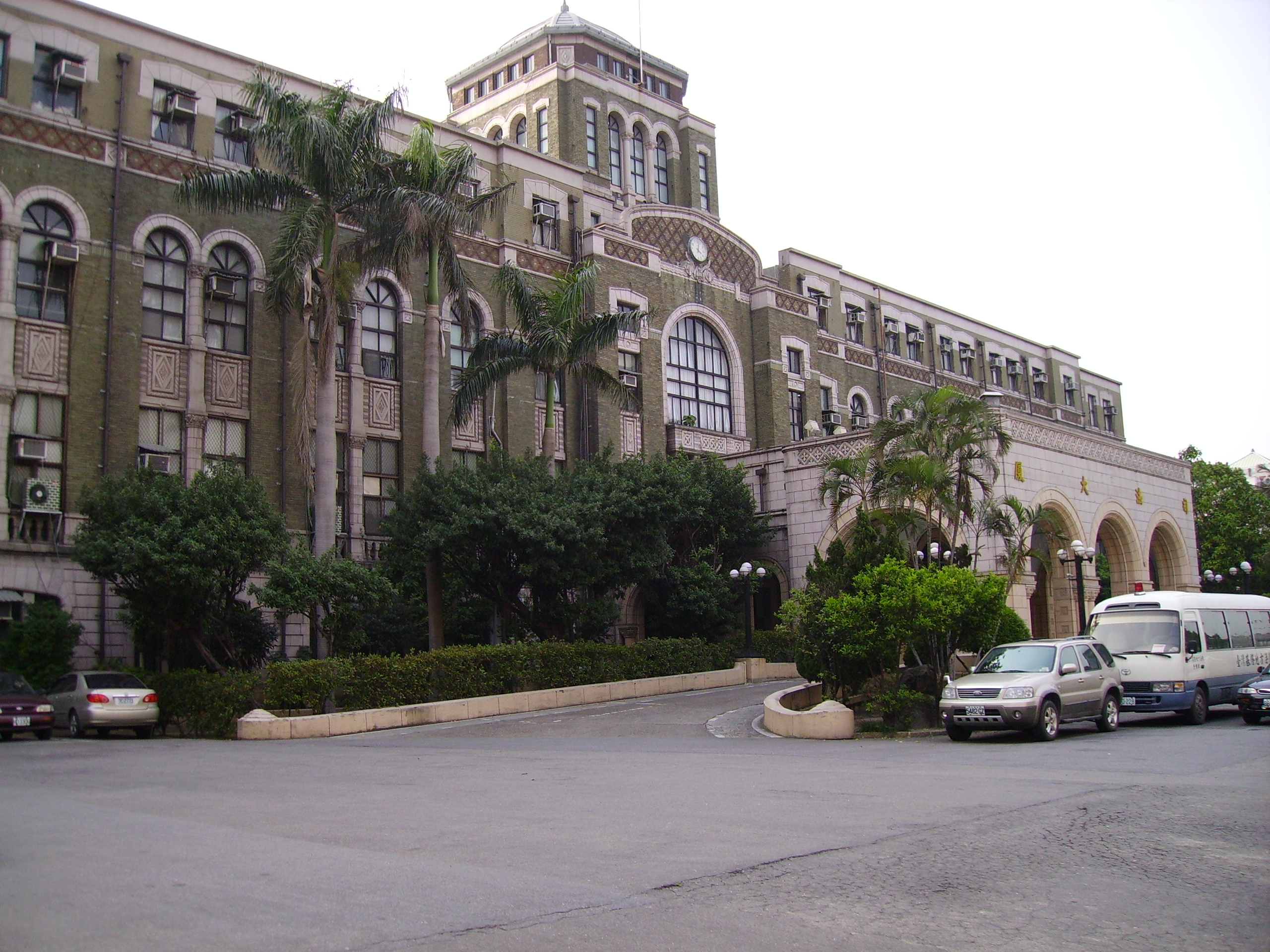
中華民國憲法法庭的所在地司法大廈

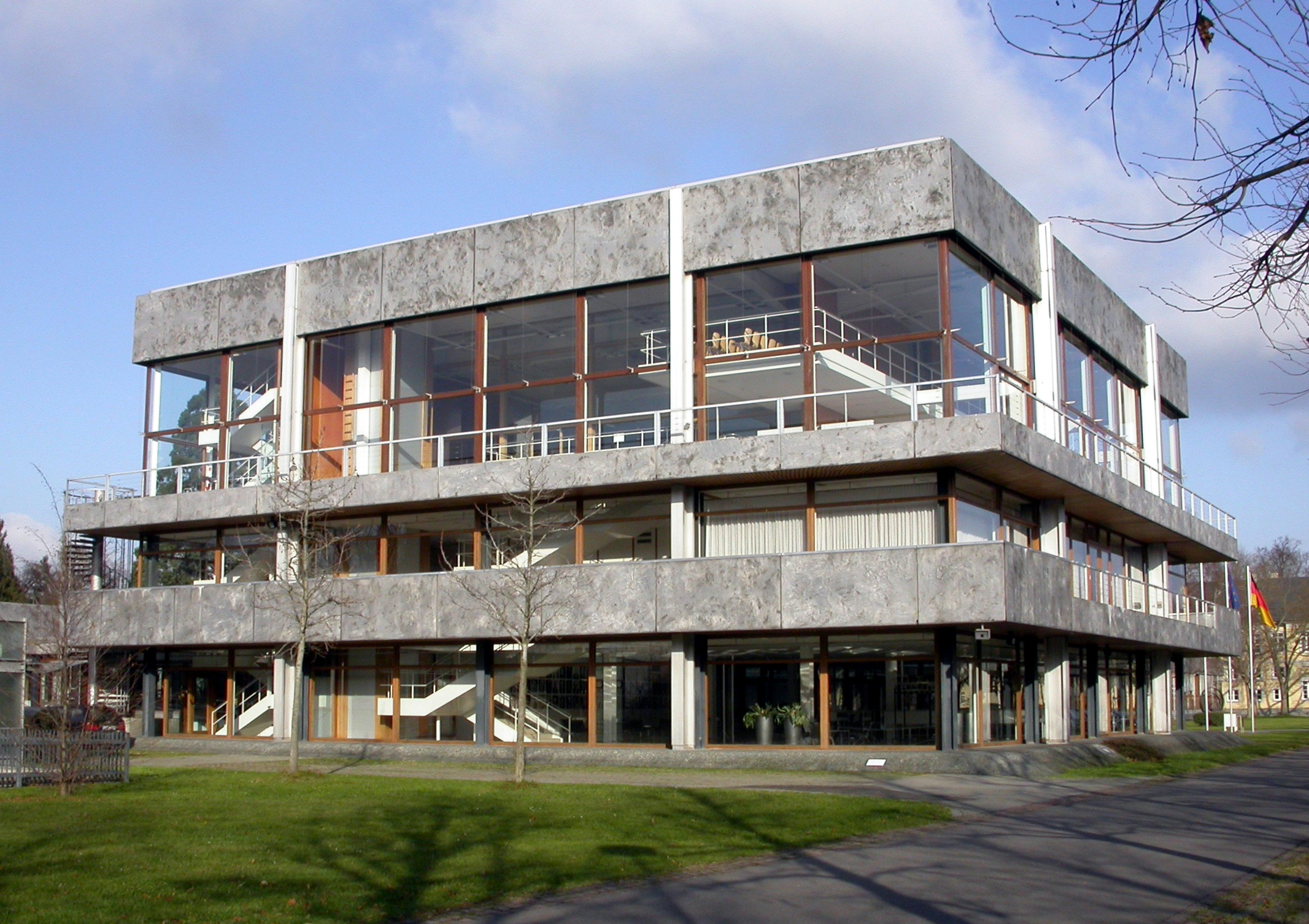
位於卡爾斯魯厄的德國聯邦憲法法院（BVerfG）

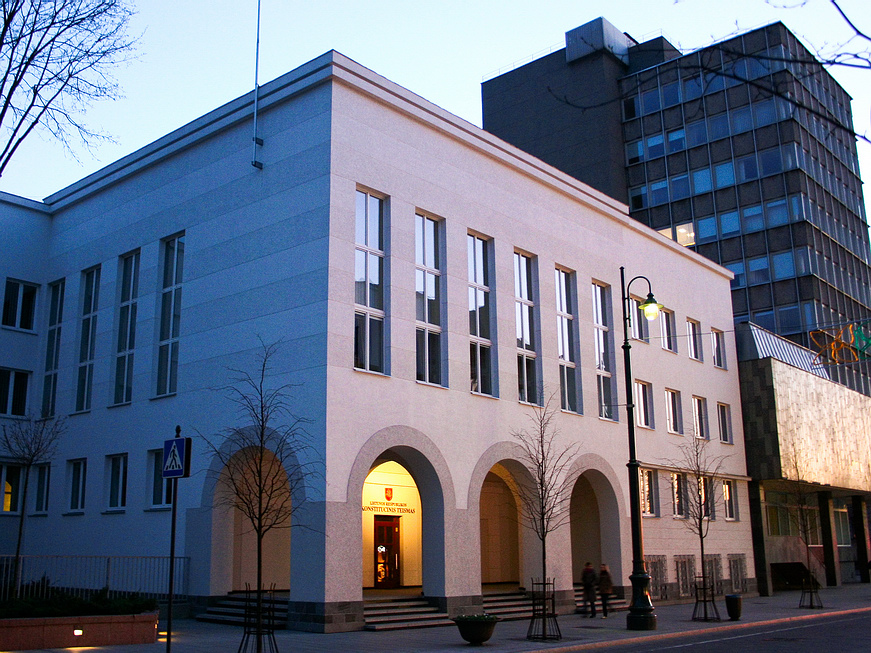
立陶宛的憲法法院

憲法法院（英語：Constitutional court）是法院的一種，主要在處理關於憲法的爭訟案件。大部分國家的憲法法院都是在裁決某部法律（甚至是憲法修正案，如中華民國釋字第499號解釋）或行政命令是否有違憲之虞。亦即該法規命令的內容是否與憲法定之人民基本權或政府職能相衝突。
然而，並不是所有的國家都有獨立的憲法法院存在，許多國家是將違憲審查的權利賦予該國的最高法院或是其他各級法院（視該國違憲審查機制是採取分散式或集中式而定）。美国最高法院在1803年马伯利诉麦迪逊案中裁定《1789年司法法》的一部分违宪，成为全世界第一个实际行使宪法法职能的法院；但因其也受理很多不涉及宪法问题的案件，并不符合严格意义上的宪法法院定义。奧地利是全世界第一個將憲法法院獨立設立的國家。
下列國家設有獨立的憲法法院：
| - 阿尔巴尼亚 - 安哥拉 - 亞美尼亞 - 奥地利 - 白俄羅斯 - 比利时 - 巴西 - 保加利亚 - 中非 - 智利 - 哥伦比亚 - 刚果共和国 |  | - 捷克 - 埃及 - 法國 - 加彭 - 德国 - 希腊 - 匈牙利 - 印尼 - 伊朗 - 義大利 |  | - 科索沃 - 拉脫維亞 - 立陶宛 - 北馬其頓 - 马达加斯加 - 摩尔多瓦 - 蒙古国 - 緬甸 - 帛琉 - 波蘭 - 葡萄牙 - 羅馬尼亞 |  | - 俄羅斯 - 塞爾維亞 - 聖多美和普林西比 - 斯洛伐克 - 斯洛維尼亞 - 南非 - 西班牙 - 苏里南 - 中華民國 - 泰國 - 土耳其 - 乌干达 - 乌克兰 - 尚比亞 - 辛巴威 |